# Stanley Cup 1975
La finale della Stanley Cup 1975 è stata una serie al meglio delle sette gare che ha determinato il campione della National Hockey League per la stagione 1974-75. Al termine dei playoff si qualificarono per la serie finale i Philadelphia Flyers e i Buffalo Sabres. I Flyers nella serie finale di Stanley Cup usufruirono del fattore campo in virtù del maggior numero di vittorie ottenute nella stagione regolare, 51 contro le 49 dei Sabres, infatti entrambe le squadre finirono la stagione con 113 punti. La serie iniziò il 15 maggio e finì il 27 maggio con la conquista della Stanley Cup da parte dei Flyers per 4 a 2.
Questa fu la prima finale di Stanley Cup fra due franchigie nate dopo la fine dell'epoca Original Six del 1967, e fu l'unica serie fra quelle giocate dal 1965 al 1979 a non vedere la partecipazione di una fra i Boston Bruins e i Montreal Canadiens. I Flyers riuscirono a difendere il titolo conquistato l'anno precedente e furono l'ultima squadra a vincere la Stanley Cup con una rosa costituita interamente da giocatori canadesi. Gara 3 fu segnata dalla fitta nebbia che avvolse la pista e che fece interrompere diverse volte l'incontro ma anche da un curioso episodio, il centro dei Sabres Jim Lorentz infatti uccise con il bastone un pipistrello che era planato al livello del ghiaccio, tuttavia per alcuni tifosi fu un segnale funesto che i Sabres non avrebbero vinto il titolo.
Al termine della serie il portiere canadese Bernie Parent fu premiato con il Conn Smythe Trophy, trofeo assegnato al miglior giocatore dei playoff. Parent fu il primo a vincere il premio per due anni di fila, l'unico prima di Mario Lemieux.

## Contendenti

### Philadelphia Flyers
I Philadelphia Flyers conclusero la stagione regolare in prima posizione nella Patrick Division con 113 punti (51 vittorie) che valsero loro la prima posizione assoluta nella lega. Nei quarti di finale batterono i Toronto Maple Leafs per 4-0 mentre nelle semifinali sconfissero per 4-3 i New York Islanders.

### Buffalo Sabres
I Buffalo Sabres conclusero la stagione regolare al primo posto nella Adams Division con 113 punti (49 vittorie) qualificandosi al secondo posto della lega. Nei quarti di finale sconfissero per 4-1 i Chicago Blackhawks, mentre nelle semifinali affrontarono i Montreal Canadiens e li superarono per 4-2.

## Serie

### Gara 1
| Filadelfia 15 maggio 1975                                                                       | Buffalo Sabres | 1 – 4 (0-0; 0-0; 1-4) referto                    | Philadelphia Flyers | The Spectrum (17.077 spett.) |
| \| \| \| \| \| Martin 51:07 \| Marcatori \| 43:42, 59:02 Barber 47:29 Lonsberry 51:41 Clarke \| |                |                                                  |                     |                              |
|                                                                                                 |                |                                                  |                     |                              |
| Martin 51:07                                                                                    | Marcatori      | 43:42, 59:02 Barber 47:29 Lonsberry 51:41 Clarke |                     |                              |

### Gara 2
| Filadelfia 18 maggio 1975                                              | Buffalo Sabres | 1 – 2 (0-0; 0-1; 1-1) referto | Philadelphia Flyers | The Spectrum (17.077 spett.) |
| \| \| \| \| \| Korab 42:18 \| Marcatori \| 28:24 Leach 46:43 Clarke \| |                |                               |                     |                              |
|                                                                        |                |                               |                     |                              |
| Korab 42:18                                                            | Marcatori      | 28:24 Leach 46:43 Clarke      |                     |                              |

### Gara 3
| Buffalo 20 maggio 1975 | Philadelphia Flyers | 4 – 5 (d.t.s.) (3-2; 1-1; 0-1) referto                     | Buffalo Sabres | Buffalo Memorial Auditorium (15.863 spett.) |
| \| \| \| \| \| Dornhoefer 00:39 Saleski 03:09 MacLeish 14:13 Leach 34:30 \| Marcatori \| 11:46 Gare 12:03 Martin 20:29 Luce 49:56 Hajt 78:29 Robert \| |                     |                                                            |                |                                             |
| |                     |                                                            |                |                                             |
| Dornhoefer 00:39 Saleski 03:09 MacLeish 14:13 Leach 34:30                                                                                              | Marcatori           | 11:46 Gare 12:03 Martin 20:29 Luce 49:56 Hajt 78:29 Robert |                |                                             |

### Gara 4
| Buffalo 22 maggio 1975                                                                                              | Philadelphia Flyers | 2 – 4 (1-0; 1-3; 0-1) referto                        | Buffalo Sabres | Buffalo Memorial Auditorium (15.863 spett.) |
| \| \| \| \| \| Dupont 11:28 Lonsberry 24:20 \| Marcatori \| 23:46 Korab 30:07 Perreault 35:07 Lorentz 59:28 Gare \| |                     |                                                      |                |                                             |
| |                     |                                                      |                |                                             |
| Dupont 11:28 Lonsberry 24:20                                                                                        | Marcatori           | 23:46 Korab 30:07 Perreault 35:07 Lorentz 59:28 Gare |                |                                             |

### Gara 5
| Filadelfia 25 maggio 1975                                                                                  | Buffalo Sabres | 1 – 5 (0-3; 0-2; 1-0) referto                                 | Philadelphia Flyers | The Spectrum (17.077 spett.) |
| \| \| \| \| \| Luce 54:02 \| Marcatori \| 03:12, 29:56 Schultz 12:31 Dornhoefer 12:50 Kelly 21:55 Leach \| |                |                                                               |                     |                              |
| |                |                                                               |                     |                              |
| Luce 54:02                                                                                                 | Marcatori      | 03:12, 29:56 Schultz 12:31 Dornhoefer 12:50 Kelly 21:55 Leach |                     |                              |

### Gara 6
| Buffalo 27 maggio 1975                                      | Philadelphia Flyers | 2 – 0 (2-0; 0-2; 1-2) referto | Buffalo Sabres | Buffalo Memorial Auditorium (17.582 spett.) |
| \| \| \| \| \| Kelly 40:11 Clement 57:13 \| Marcatori \| \| |                     |                               |                |                                             |
|                                                             |                     |                               |                |                                             |
| Kelly 40:11 Clement 57:13                                   | Marcatori           |                               |                |                                             |

## Roster dei vincitori
| Vincitori della Stanley Cup 1975 Philadelphia Flyers | Portieri: Bernie Parent, Bobby Taylor, Wayne Stephenson Difensori: Ed Van Impe, Tom Bladon, Larry Goodenough, André Dupont, Joe Watson (A), Jimmy Watson, Ted Harris Attaccanti: Bill Barber, Dave Schultz, Bob Kelly, Bill Clement, Don Saleski, Gary Dornhoefer (A), Terry Crisp (A), Bobby Clarke (C), Ross Lonsberry, Rick MacLeish, Orest Kindrachuk, Reggie Leach Staff Tecnico: Fred Shero (Allenatore), Barry Ashbee (Ass. allenatore), Mike Nykoluk (Ass. allenatore) |